# 바스크 영주
바스크 영주(Lord of Vasco)는 대종사의 작품으로 2010년 9월 9일, 도서출판 파피루스에서 출간되었다. 작가인 대종사는 인터넷에서 영혼의 음악, 마법의 혁명, 프로그래머, 절대 마법사, 검신 문세옥 등을 연재하였다.

## 등장인물
- 제이크 : 바스크 마법학의 창시자이자 주인공. 막스 자작의 둘째 아들로 막스 자작이 음모로 사망하자 바스크 영지의 영주가 된다.
- 페르산 : 막스 자작의 소드마스터 기사단장. 약간 고리타분하고, 충실한 사람이다. 하지만 오로지 자신의 기준에서만 생각하기에 그가 과연 제이크 영주에게 충실하다고 말하기 힘들기도 하다.
- 뫼우스 : 페르산의 아카데미 친구. 과거 바실리 왕국의 궁정 마법사였다가 알력싸움에 밀려서 바실리 왕국 마탑을 떠나게 된다. 떠돌이 마법사가 되어서 우연히 7서클에 도달하게 된다.
- 페리 : 뫼우스가 떠돌이 마법사 시절에 알게 된 몰락 상인. 과거 바실리 왕국에서 거대 상인으로 꼽히기도 했지만, 귀족의 음모에 몰락한다.
- 모스 : 바로코 제국(러시아)의 고위 행정관. 바로코 제국의 대륙 전쟁의 음모를 우연히 알게 되어서 쫓기게 된다. 그래서 그 역시 바로코 제국을 탈출해서 떠돌이 생활을 하다가 뫼우스의 도움을 얻어서 구사일생하게 된다.

## 시대 배경
19세기 스페인 바스크 지역을 모티브로 하고 중세 역사를 차용하였다. 1800년대 프랑스 혁명의 나폴레옹 시대를 모티브로 해서 만들어진 소설이고, 이 시대에 주로 사용되는 머스킷, 캐논, 전열함 등의 역사적 사실을 모티브로 바스크 마법학이라는 개념을 도입해서 만들어진 소설이기도 하다. 바스크 마법학은 기존의 판타지 소설에서 주로 사용되는 서클 마법의 개념과는 다른 마법학 체계이다.

## 바스크 마법학
1. 바스크 마법학은 바스크 영주에서 사용되는 마법체계이고, 이것의 기반은 마나 회로를 토대로 한다. 마나 회로의 원리는 마나의 흐름을 가능하게 만드는 마나인이라는 물질을 사용해서 구동이 된다. 기존의 중세 판타지 소설에서 언급되는 룬 문자를 사용한 마법과는 전혀 다른 학문이기도 하다.
2. 여기서 바스크 마법학은 단순히 바스크 영주에서만 차용되는 것이 아니라 마법의 혁명, 절대 마법사 등에서도 향후에 사용이 되며, 전자/전기 공학을 모티브로 해서 만들어진 체계이기도 하다.
3. 바스크 영주에서 나오는 융합 마법진은 핵무기 설계를 모티브로 해서 만들어진 마법진이고, 이외에 바스크 아카데미의 건물 구조나 체계는 영국의 옥스퍼드 대학을 모티브로 해서 만들어졌다.
4. 3개국 연함 함대(포르투갈, 스페인, 영국)의 전열함 해전은 나바리노 해전을 모티브로 만들어졌다.

## 주제
1. 왕은 군림하되, 통치하지 않는다.
2. 유비무환
3. 부국강병
4. 자유와 평화
5. 자신의 가치 추구
6. 민주주의
7. 남의 것을 탐하지 않는다.
8. 생명 존중 사상

## 볼거리
1. 1800년대 유럽의 다양한 변화상
2. 인쇄 문화에 대한 변화
3. 근세의 대양 함대
4. 영국의 산업 혁명 발전사
5. 제국주의 시대의 유럽사 고찰
6. 1800년대 다양한 역사적 인물(카를 프리드리히 가우스, 피에르시몽 라플라스, 데이비드 리카도, 세실 존 로즈 등)
7. 머스킷, 캐논 등의 화약 무기에 대한 이해
8. 금본위제, 은본위제에 대한 이해